# Дистаннид кобальта
Дистаннид кобальта — бинарное интерметаллическое неорганическое соединение
олова и кобальта
с формулой CoSn2,
кристаллы.

## Получение
- Сплавление стехиометрических количеств чистых веществ:

{\displaystyle {\mathsf {2Sn+Co\ {\xrightarrow {568^{o}C}}\ CoSn_{2}}}}

## Физические свойства
Дистаннид кобальта образует кристаллы 
тетрагональной сингонии,
пространственная группа I 4/mcm,
параметры ячейки a = 0,6361 нм, c = 0,5452 нм, Z = 4,
структура типа диалюминиймеди Al2Cu
.
Соединение образуется по перитектической реакции при температуре 568°C  (525°C ).